# Ångstrøm
Ångstrøm (Å) er en måleenhed for længde, 1 Å = 10-10 meter. Enheden er hensigtsmæssig ved beskrivelse af atomdiametre og længden af kemiske bindinger. Eksempelvis har et hydrogenatom en diameter på to gange Bohr-radius eller ca. 1,06 Å, og en C-C-enkeltbinding i en alkan en længde på ca. 1,2 Å. Måleenheden benyttes især inden for kemi, atomfysik, kvantemekanik og molekylærbiologi.
Enheden er opkaldt efter den svenske fysiker Anders Jonas Ångström.
SI-enhederne for sådanne små længder er pikometer og nanometer. 1 pm = 0,01 Å, mens 1 nm = 10 Å.